# 牛津大學辯論社

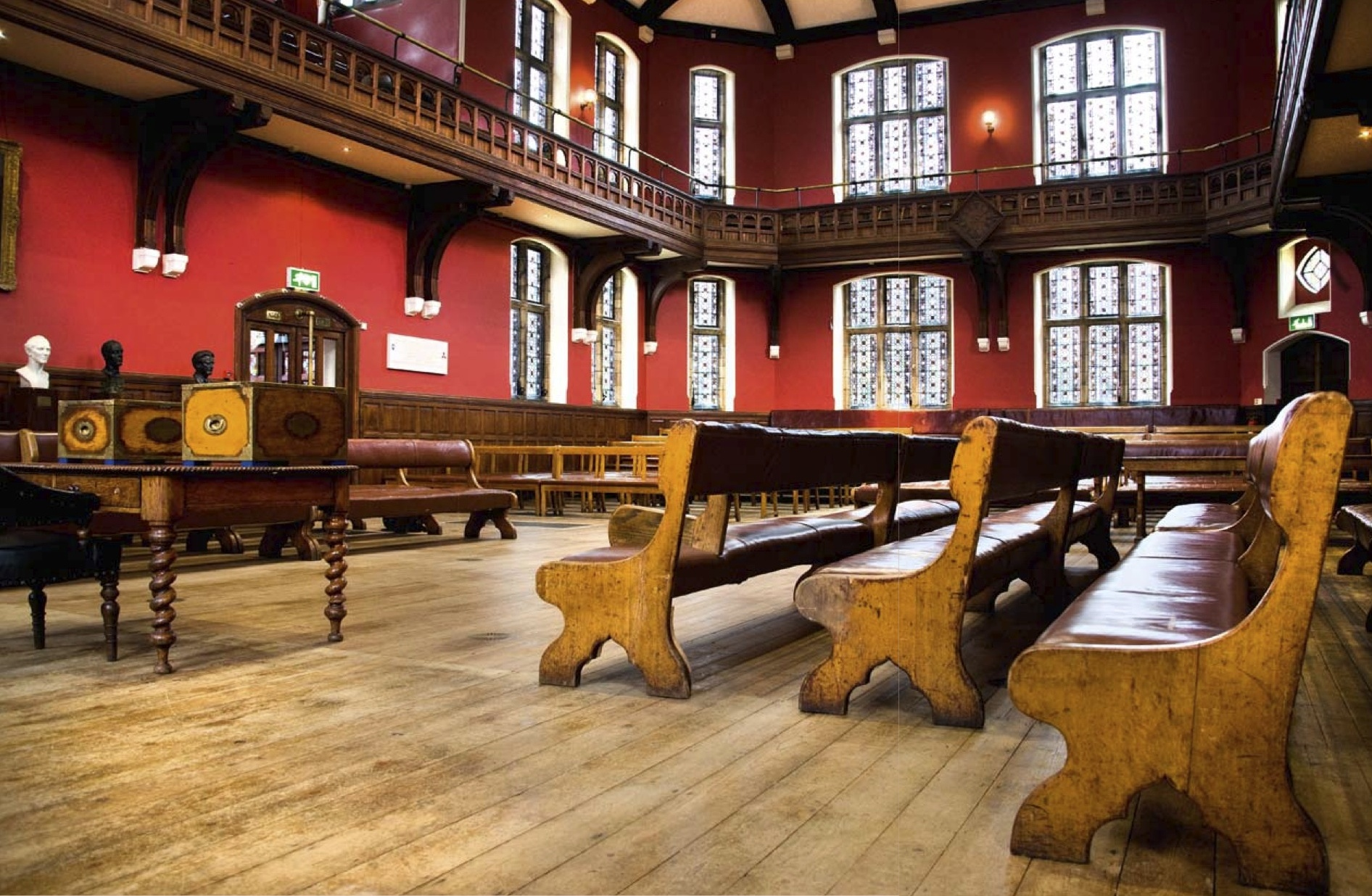
辯論社議場

牛津大學辯論社（英語：Oxford Union Society，很多時候簡稱）是一家位於英格蘭牛津的辯論社，社員主要來自牛津大學。

## 历史
創立於1823年的辯論社是英國最古老的大學辯論社之一。它獨立於大學，也不隸屬於牛津大學學生會。

## 发表演讲的名人
- 马哈迪·莫哈末 - 马来西亚首相[2]
- 夏偉林 - 英國保守黨政治家
- 鲍里斯·约翰逊 - 英國保守黨政治家
- 贝娜齐尔·布托 - 已故巴基斯坦總理